# Kakana Hosudi, Shimoga
Kakana Hosudi là một làng thuộc tehsil Shimoga, huyện Shimoga, bang Karnataka, Ấn Độ.